# Medalla del Ejército de Ocupación
La Medalla del Ejército de Ocupación (en inglés Army of Occupation Medal) es una medalla militar de las fuerzas armadas de los Estados Unidos que fue creada por el Departamento de Guerra de Estados Unidos el 5 de abril de 1946. La medalla fue creada después de la Segunda Guerra Mundial para reconocer a aquellos que habían desempeñado servicio de ocupación ya sea en Alemania o Japón. La Medalla del Ejército de Ocupación originalmente solo estaba pensada para los miembros del Ejército de Estados Unidos pero en el año 1948 fue ampliada para abarcar a la Fuerza Aérea de Estados Unidos poco después de la creación de ese servicio. La medalla equivalente de la Armada y la Infantería de Marina es la Medalla de Servicio de Ocupación de la Armada.

## Historia
Aunque fue autorizada en el año 1946, no fue hasta el año 1947 que se entregaron las primeras medallas de ocupación. La primera medalla fue entregada al general de ejército Dwight D. Eisenhower, quien había sido comandante del Cuartel General Supremo de la Fuerza Expedicionaria Aliada durante la Segunda Guerra Mundial.
Debido al estado legal de Berlín Occidental, como un territorio ocupado hasta la reunificación de Alemania, la Medalla del Ejército de Ocupación fue entregada por cuarenta y tres años, convirtiéndola en una de las condecoraciones militares activas de más larga antigüedad de la Segunda Guerra Mundial y la Guerra Fría.
Adicionalmente, algunos de los que recibieron la condecoración habían nacido dos generaciones después del fin del conflicto para el cual se diseñó la medalla. De la misma forma que la Medalla de Servicio en la Defensa Nacional, la Medalla del Ejército de Ocupación se ha considerado como una condecoración "multi-generacional".

## Criterios
Para que una Medalla del Ejército de Ocupación fuera entregada, un miembro del servicio debía haber desempeñado al menos treinta días consecutivos de servicio militar dentro del área geográfica de ocupación militar designada. La Medalla del Ejército de Ocupación era entregada con una barra, denotando ya sea servicio europeo o asiático, dependiendo de la región en que el servicio de ocupación se llevó a cabo. Las barras de campaña eran llevadas solo en la medalla de tamaño completo sin tener un distintivo correspondiente cuando era usada como una cinta en el uniforme militar.
Adicionalmente a la barra alemana, para aquellos miembros del servicio que participaron durante 92 días consecutivos de servicio militar durante el puente aéreo a Berlín entre los años 1948 y 1949, el Distintivo del Puente Aéreo a Berlín está autorizado como un distintivo para la Medalla del Ejército de Ocupación.

### Barra alemana
- Alemania (9 de mayo de 1945 a 5 de mayo de 1955)[1]
- Austria (9 de mayo de 1945 a 27 de julio de 1955)[1]
- Italia (9 de mayo de 1945 a 15 de septiembre de 1947)[1]
- Berlín Occidental (9 de mayo de 1945 a 2 de octubre de 1990)[1]

### Barra japonesa
- Japón (3 de septiembre de 1945 a 27 de abril de 1952)[1]
- Corea (3 de septiembre de 1945 a 29 de junio de 1949)[1]

## Apariencia

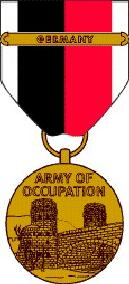
Medalla del Ejército de Ocupación con la barra alemana.

La medalla es de bronce y mide 1,25 pulgadas (31,75 mm) de ancho. En el anverso, los pilares del Puente Ludendorff con las palabras "ARMY OF OCCUPATION" (en castellano: EJÉRCITO DE OCUPACIÓN") inscritas en la parte superior. En el reverso, está el Monte Fuji con una nube baja sobre dos juncos encima de una ola y la fecha "1945" inscrita allí. Una barra de bronce de 0,125 pulgadas (3,175 mm) de ancho y de 1,5 pulgadas (38,1 mm) de largo con la palabra "GERMANY" o "JAPAN" (en castellano "ALEMANIA" o "JAPÓN") es llevada en la cinta de suspensión de la medalla para indicar servicio en Europa o el Extremo Oriente. La cinta es de 1,375 pulgadas (34,925 mm) de ancho con dos franjas blancas delgadas en los bordes y dos franjas más gruesas en el medio, la primera siendo de color negra y la segunda de color escarlata.